# Edmund S. Valtman

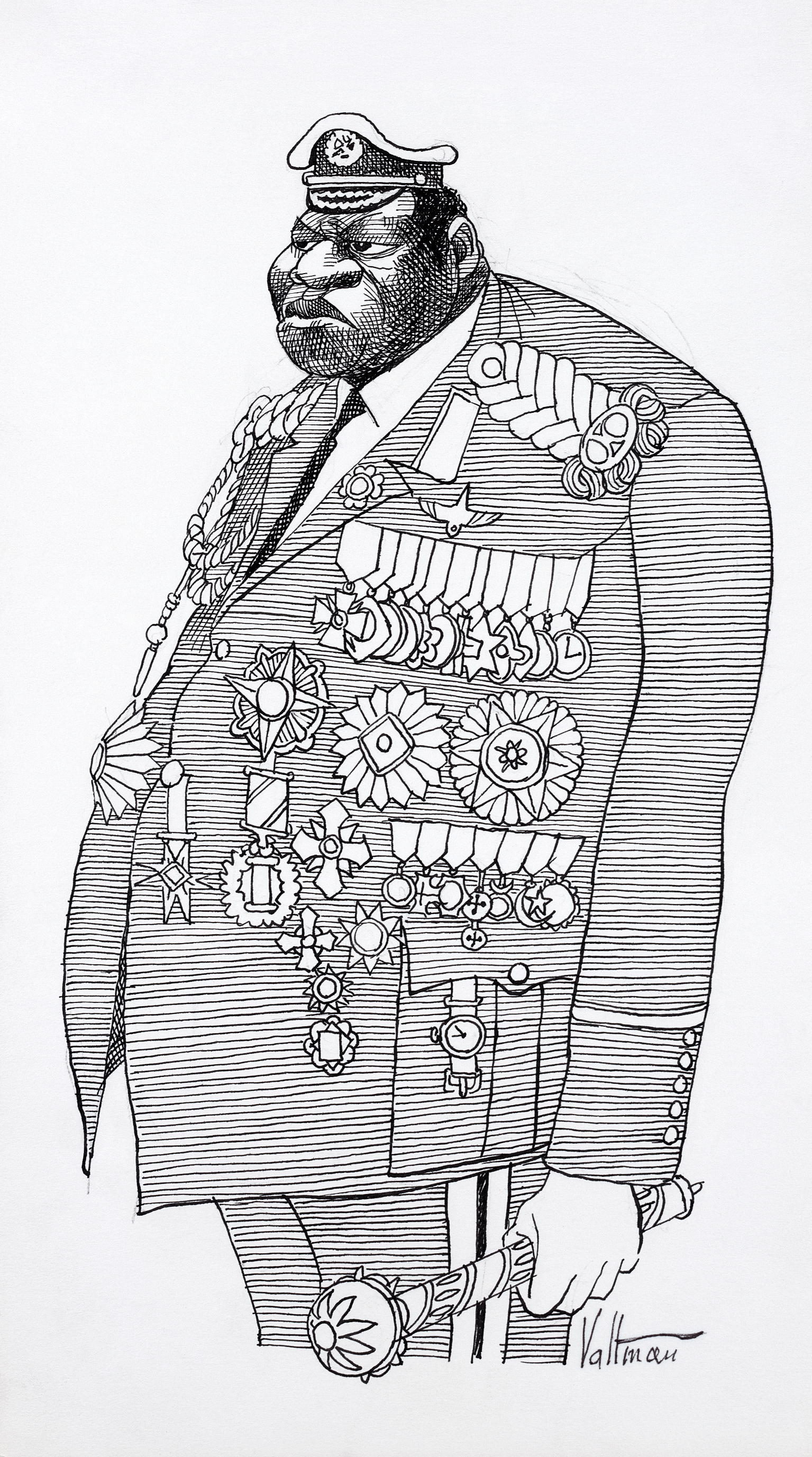
Caricatura de Idi Amin com vestimentas militares e presidenciais por Edmund S. Valtman.

Edmund S. Valtman (Tallinn, 31 de maio de 1914 - Bloomfield, 12 de janeiro de 2005) foi um cartunista editorial estoniano e estadunidense que ganhou o Prémio Pulitzer de 1962, na categoria "Caricatura Editorial".
Nascido em Tallinn, na Estônia, ele vendeu seus primeiros desenhos aos 15 anos, para a revista infantil Laste Rõõm. Ele trabalhou como cartunista editorial para os jornais Eesti Sõna e Maa Sõna e estudou no Escola de Arte Aplicada de Tallinn. Quando a União Soviética reocupou a Estônia em 1944, ele e sua esposa fugiram do país e passaram os próximos quatro anos em um campo de refugiados na Alemanha, que ainda estava sob o controle das forças de ocupação dos Aliados.
Eles emigraram para os Estados Unidos em 1949, onde Valtman trabalhou para o The Hartford Times de 1951 até sua aposentadoria, em 1975. Ele era conhecido por suas caricaturas de líderes comunistas do período da Guerra Fria, como Nikita Khrushchev e Leonid Brezhnev. Valtman morreu em uma casa de repouso em Bloomfield, Connecticut.